# Seth Neiman
Seth Neiman (ur. 27 czerwca 1954 roku w Salem) – amerykański kierowca wyścigowy.

## Kariera
Neiman rozpoczął karierę w międzynarodowych wyścigach samochodowych w sezonie 2001/2002 roku od startów w Formule Dodge Western Race Series. Z dorobkiem siedemnastu punktów uplasował się na 54 pozycji w końcowej klasyfikacji kierowców. W późniejszych latach Amerykanin pojawiał się także w stawce Grand American Rolex Series, American Le Mans Series, 24-godzinnego wyścigu Le Mans, SCCA World Challenge - Touring Car, Intercontinental Le Mans Cup, FIA World Endurance Championship oraz United Sports Car Championship.

## Wyniki w 24h Le Mans
| Rok  | Zespół                    | Partnerzy                              | Samochód               | Klasa  | Okr. | Poz. | Klasa Pos. |
| ---- | ------------------------- | -------------------------------------- | ---------------------- | ------ | ---- | ---- | ---------- |
| 2005 | Flying Lizard Motorsports | Johannes van Overbeek Lonnie Pechnik   | Porsche 911 GT3-RSR    | GT2    | 323  | 13   | 3          |
| 2006 | Flying Lizard Motorsports | Johannes van Overbeek Patrick Long     | Porsche 911 GT3-RSR    | GT2    | 309  | 18   | 4          |
| 2007 | Flying Lizard Motorsports | Jörg Bergmeister Johannes van Overbeek | Porsche 997 GT3-RSR    | GT2    | 124  | NU   | NU         |
| 2008 | Flying Lizard Motorsports | Jörg Bergmeister Johannes van Overbeek | Porsche 997 GT3-RSR    | GT2    | 289  | 32   | 6          |
| 2009 | Flying Lizard Motorsports | Jörg Bergmeister Darren Law            | Porsche 997 GT3-RSR    | GT2    | 194  | NU   | NU         |
| 2010 | Flying Lizard Motorsports | Jörg Bergmeister Darren Law            | Porsche 997 GT3-RSR    | GT2    | 61   | NU   | NU         |
| 2011 | Flying Lizard Motorsports | Darren Law Spencer Pumpelly            | Porsche 997 GT3-RSR    | GTE Am | 211  | NU   | NU         |
| 2012 | Flying Lizard Motorsports | Patrick Pilet Spencer Pumpelly         | Porsche 997 GT3-RSR    | GTE Am | 313  | 27   | 4          |
| 2014 | JMW Motorsport            | Abdulaziz al-Fajsal Spencer Pumpelly   | Ferrari 458 Italia GT2 | GTE Am | 327  | 27   | 7          |